# Riabilitazione (film 1911)
Riabilitazione (Though Your Sins Be as Scarlet) è un cortometraggio muto del 1911 diretto da Charles Kent.

## Produzione
Il film fu prodotto dalla Vitagraph Company of America.

## Distribuzione
Distribuito dalla General Film Company, il film - un cortometraggio in una bobina - uscì nelle sale cinematografiche USA il 14 aprile 1911. In Italia venne distribuito dalla Hemmi nel 1914.